# Enrique Simonet
Enrique Simonet Lombardo (født 2. februar 1866 i Valencia, død 20. april 1927 i Madrid) var en spansk maler.
Simonet studerede først på Fast Academia de Bellas Artes de San Carlos de Valencia. I 1887 modtog han et stipendium til at studere maleri på Kunstakademiet i Rom. Der malede han i 1890 Hjertets anatomi eller Hun havde et hjerte! og Obduktion. Det gav ham international anerkendelse, og han modtog flere priser for det.
Han modtog andre internationale priser på store udstillinger i Madrid i 1892, Chicago i 1893, Barcelona i 1896 og Exposition Universelle (1900) i Paris.
Simonet maleri Halshugning af Paulus har en fremtrædende placering i Málaga Katedral 
I 1911 blev han medlem af Escuela de Bellas Artes de San Fernando i Madrid.

## Galleri
- Enrique Simonet, Decapitación de San Pablo, 1887, Málaga Katedral
- Enrique Simonet, Hun havde et hjerte!, 1890, Museo de Málaga
- Enrique Simonet, Flevit super illam, 1892, Pradomuseet
- Enrique Simonet, El Quite, 1897, Museo de Málaga
- Enrique Simonet, El Juicio de Paris, 1904, Museo de Málaga